# Majkl Imperioli
Džejms Majkl Imperioli (engl. James Michael Imperioli), poznatiji kao Majkl Imperioli (engl. Michael Imperioli), je američki glumac i scenarista rođen 26. mart 1966. u Maunt Vernonu, Njujork (SAD). Najpoznatiji je po ulozi Kristofera Moltisantija u televizijskoj seriji „Porodica Soprano“ za koju je 2004. dobio Emija za najbolju sporednu ulogu u drama seriji, kao i po maloj, ali zapaženoj ulozi Pauka u filmu „Dobri momci“.

## Privatni život
Majkl Impreioli je Amerikanac italijanskog porekla rođen 26. marta 1966. godine u Maunt Vernonu, u Njujorku (SAD). Majkl je sin Dena i Kler Imperioli, i ima jednog brata, Džona. Njegov otac je bio vozač autobusa, ali je bio aktivan u lokalnom pozorištu i na taj način inspirisao mladog Imperiolija koji se odmah nakon srednje škole preselio u Njujork sa željom da postane glumac. Pre nego što se probio u svetu filma, zarađivao je za život tako što je radio u agenciji za selidbe, zatim kao poštar, šanker i konobar.
Iako je bio veren za Lili Tejlor, Imperioli je danas oženjen Viktorijom Imperioli (devojačko Klebovski) sa kojom ima dva sina, Vadima i Dejvida. Njegova žena ima ćerku iz prethodnog braka, Izabelu, kojoj je Imperioli očuh.

## Karijera
Svoju prvu ulogu, Majkl Imperioli je imao u filmu Lean on Me 1989. godine, dok je ulogu kojom je skrenuo pažnju na sebe odigrao u ostvarenju Martina Skorsezea „Dobri momci“ iz 1992. godine u kome je glumio Pauka, mladića koji radi kao potrčko za lokalne mafijaše. Tokom devedesetih uglavnom je radio u njujorškoj filmskoj industriji, najčešće glumeći amerikance italijanskog porekla u filmovima Spajka Lija. Iako se ustalio na filmskoj sceni Njujorka, Imperioli je tokom devedesetih radio i u Holivudu, snimajući filmove kao što su „Loši momci“ (1995) i „Poslednji osvetnik“ (1996).
Pored filmova, Imperioli je takođe bio aktivan i u pozorištima Njujorka, u kojima je pisao, režirao i glumio i velikom broju pedstava.

### Porodica Soprano
Ulogu po kojoj je najpoznatiji, Majkl Imperioli je dobio u januaru 1999. kada je postao deo televizijskog fenomena poznatog kao „Porodica Soprano“. Dramatična tv serija, koja prati život mafijaškog šefa Tonija Soprana, imala je impresivan debi, osvajajući veliku televizijsku publiku i priznanja kritike. Imperioli je impresionirao mnoge glumeći Kristofera Moltisantija, Tonijevog podređenog koji se muči da nađe svoje mesto u mafijaškoj organizaciji i svetu uopšte. Za ulogu Kristofera je osvojio Emija za najboljeg sporednog glumca u drama seriji 2004. godine, a za istu nagradu je bio nominovan još tri puta. Imperioli je pokazao i svoj talenat za pisanje učestvujući u pisanju scenarija za pet epizoda serije, a na jednoj od njih je radio i kao producent.

### Nakon "Porodice"
Po završetku snimanja „Porodice Soprano“, Majkl Imperioli se uglavnom pojavljivao u televizijskim projektima kao što su „Život na Marsu“ i „Detroit 1-8-7“.
Pored bavljenja glumom i pisanjem, oprobao se i u drugim poslovima. Osnovao je, zajedno sa svojom tadašnjom devojkom Lili Tejlor, pozorišnu kompaniji Machine Full, a bio je i vlasnik restorana na Menhetnu, zajedno sa svojom ženom, koji je zatvorio da bi osnovao pozorište Studio Dante.

### Filmografija
| Godina | Srpski naziv       | Originalni naziv                    | Uloga                           | Napomena               |
| ------ | ------------------ | ----------------------------------- | ------------------------------- | ---------------------- |
| 1989.  |                    | Lean on Me                          | Džordž                          | Prva uloga             |
| 1989.  |                    | Alexa                               | Acid Head                       |                        |
| 1990.  |                    | A Matter of Degrees                 | Zinov asistent                  |                        |
| 1990.  | Dobri momci        | Goodfellas                          | Pauk                            |                        |
| 1991.  | Ljubavna groznica  | Jungle Fever                        | Džejms Tuči                     |                        |
| 1992.  |                    | Fathers & Sons                      | Džoni                           |                        |
| 1992.  | Malkom Iks (film)  | Malcom X                            | Reporter                        |                        |
| 1993.  |                    | Joey Breaker                        | Leri Mec                        |                        |
| 1993.  |                    | The Night We Never Met              | Mušterija na hemijskom čišćenju |                        |
| 1993.  |                    | Household Saints                    | Leonard Vilanova                |                        |
| 1994.  |                    | Touch Base                          | Beni                            | Kratki film            |
| 1994.  |                    | Scenes from the New World           | Bili                            |                        |
| 1994.  | Men Lie            |                                     |                                 |                        |
| 1994.  |                    | Amateur                             | Portir u klubu                  |                        |
| 1994.  |                    | Postcards from America              | Mafijaš                         |                        |
| 1994.  |                    | Hand Gun                            | Beni                            |                        |
| 1995.  |                    | Trouble                             | Elis                            | Kratki film            |
| 1995.  |                    | The Addiction                       | Misionar                        |                        |
| 1995.  | Loši momci         | Bad Boys                            | Džodžo                          |                        |
| 1995.  |                    | The Basketball Diaries              | Bobi                            |                        |
| 1995.  |                    | Sweet Nothing                       | Anđelo                          |                        |
| 1995.  |                    | Clockers                            | Detektvi Džo-Džo                |                        |
| 1995.  |                    | Flirt                               | Majkl                           |                        |
| 1995.  |                    | Dead Presidents                     | Di Ambrosio                     |                        |
| 1996.  |                    | Blixa Bargeld Stole My Cowboy Boots | Džoni                           | Kratki film            |
| 1996.  |                    | I Shot Andy Warhol                  | Ondin                           |                        |
| 1996.  |                    | Girls Town                          | Entoni                          |                        |
| 1996.  |                    | Girl 6                              | Uplašeni dečko na telefonu      |                        |
| 1996.  |                    | Trees Lounge                        | Džordž                          |                        |
| 1996.  | Poslednji osvetnik | Last Man Standing                   | Đorđio Karmonte                 |                        |
| 1997.  |                    | River Made to Drown In              | Alen Hajden                     |                        |
| 1997.  | Under the Bridge   |                                     |                                 |                        |
| 1997.  |                    | Office Killer                       | Danijel Birč                    |                        |
| 1997.  |                    | The Deli                            | Meti                            |                        |
| 1997.  |                    | Firehouse                           | Poručnik O'Konel                | TV film                |
| 1998.  |                    | Too Tired to Die                    | Fabricio                        |                        |
| 1998.  |                    | Witness to the Mob                  | Lui Milito                      |                        |
| 1999.  |                    | On the Run                          | Albert DeSantis                 |                        |
| 1999.  |                    | Summer of Sam                       | Midnit                          | Scenarista i producent |
| 2000.  |                    | Auto Motives                        | Pastuv                          | Kratki film            |
| 2000.  |                    | Disappearing Acts                   | Vini                            | TV film                |
| 2000.  |                    | Hamlet                              | Rozenkranc                      | Tv film                |
| 2002.  |                    | Love in the Time of Money           | Vil                             |                        |
| 2003.  |                    | High Roller: The Stu Ungar Story    | Stju Ungar                      |                        |
| 2004.  |                    | My Baby's Daddy                     | Dominic                         |                        |
| 2004.  | Priča o ajkuli     | Shark Tale                          | Frenki (glas)                   | Crtani film            |
| 2004.  |                    | The Five People You Meet in Heaven  | Kapetan                         | TV film                |
| 2007.  |                    | The Inner Life of Martin Frost      | Džim Fortunato                  |                        |
| 2007.  |                    | The Lovebirds                       | Vinsent                         |                        |
| 2007.  |                    | Mitch Albom's For One More Day      | Čarli Beneto                    | TV film                |
| 2008.  |                    | The Higher Force                    | Aleksandar                      |                        |
| 2009.  |                    | The Lovely Bones                    | Len Fenerman                    |                        |
| 2011.  |                    | Stuck Between Stations              | Dejvid                          |                        |

### Televizijske serije
| Godina      | Srpski naziv     | Originalni naziv                         | Uloga                               | Broj epizoda | Nagrade                     | Napomena                                  |
| ----------- | ---------------- | ---------------------------------------- | ----------------------------------- | ------------ | --------------------------- | ----------------------------------------- |
| 1994.       |                  | NYPD Blue                                | Duejn Rolins                        | 1            |                             |                                           |
| 1996.-2006. |                  | Law & Order                              | Detektiv Nick Falko / Džoni Stivers | 6            |                             |                                           |
| 1997.       |                  | New York Undercover                      | Majls Gordon                        | 1            |                             |                                           |
| 1999.-1997. | Porodica Soprano | The Sopranos                             | Kristofer Moltisanti                | 86           | Jedan Emi i dve SAG nagrade | Scenarista pet, i producent jedne epizode |
| 2006.       | Simpsonovi       | The Simpsons                             | Dante Mlađi                         | 1            |                             |                                           |
| 2008.-2009. |                  | Life on Mars                             | Detektiv Rej Karling                | 17           |                             |                                           |
| 2006.       |                  | Mercy                                    | Harold Pindus                       | 1            |                             |                                           |
| 2010.       |                  | The Secret Life of the American Teenager |                                     | 1            |                             |                                           |
| 2010.-2011. |                  | Detroit 1-8-7                            | Detektiv Luis Fič                   | 18           |                             |                                           |

## Spoljašnje veze
- Majkl Imperioli на веб-сајту  (језик: енглески)